# Аліна Вакаріу
Алі́на Вакарі́у (рум. Alina Vacariu; 13 грудня 1984, Сучава, Румунія) — румунська модель і акторка.
У 14-річному віці стала румунською моделлю року. Згодом вона підписала контракт з «Elite Model Management». Знімається в фотосесіях у бікіні і жіночій білизні.
Роботу акторки починала з «Time Warner Cable» та «Death of a Dynasty». У 2001 році позувала для вересневого видання «Stuff», а в 2003 — для травневого видання «Maxim».
З 2008 року Аліна представляє моделей «Irene Marie» та моделей «Munich».